# Gluta laccifera
Gluta laccifera là một loài thực vật có hoa trong họ Đào lộn hột. Loài này được Pierre mô tả khoa học đầu tiên năm 1885 dưới danh pháp Melanorrhoea laccifera. Năm 1978 Ding Hou chuyển nó sang chi Gluta.